# Francisco Sánchez (Fußballspieler, I)
Francisco Sánchez Rojas (* unbekannt; †  1951) war ein chilenischer Fußballspieler. Der Mittelfeldspieler absolvierte ein Länderspiel für Chile.

## Karriere

### Verein
Auf Vereinsebene spielte Francisco Sánchez 1926 und 1927 für Fernández Vial aus Concepción.  Von Juni bis August 1933 wurde er als Spieler des CSD Colo-Colo aufgeführt und spielte bei der Copa César Seoane sowie in der neu geschaffenen Primera División. In fünf Spielen für die Albos bekam er zwei Rote Karten.

### Nationalmannschaft
Francisco Sánchez debütierte für Chile beim Campeonato Sudamericano 1926 in Chile beim 7:1-Erfolg im Auftaktspiel gegen Bolivien. Dies war der allererste Länderspielsieg Chiles. Beim Turnier absolvierte der Defensivspieler noch die Partie gegen Uruguay. Bei dieser Südamerikameisterschaft kam das Team von Nationaltrainer José Rosetti mit zwei Siegen, einem Unentschieden und einer Niederlage auf den dritten Platz. Im Dezember 1927 bestritt Sánchez noch ein Freundschaftsspiel gegen Uruguay. Es war seine letzte Partie im Nationaltrikot.